# Charles-Louis-François Letellier-Blanchard
Pour les articles homonymes, voir Letellier et Blanchard.
 (juin 2023).
La mise en forme du texte ne suit pas les recommandations de Wikipédia : il faut le « wikifier ».
Les points d'amélioration suivants sont les cas les plus fréquents :
- Les titres sont pré-formatés par le logiciel. Ils ne sont ni en capitales, ni en gras.
- Le texte ne doit pas être écrit en capitales (les noms de famille non plus), ni en gras, ni en italique, ni en « petit »…
- Le gras n'est utilisé que pour surligner le titre de l'article dans l'introduction, une seule fois.
- L'italique est rarement utilisé : mots en langue étrangère, titres d'œuvres, noms de bateaux, etc.
- Les citations ne sont pas en italique mais en corps de texte normal. Elles sont entourées par des guillemets français : « et ».
- Les listes à puces sont à éviter, des paragraphes rédigés étant largement préférés. Les tableaux sont à réserver à la présentation de données structurées (résultats, etc.).
- Les appels de note de bas de page (petits chiffres en exposant, introduits par l'outil «  Source ») sont à placer entre la fin de phrase et le point final[comme ça].
- Les liens internes (vers d'autres articles de Wikipédia) sont à choisir avec parcimonie. Créez des liens vers des articles approfondissant le sujet. Les termes génériques sans rapport avec le sujet sont à éviter, ainsi que les répétitions de liens vers un même terme.
- Les liens externes sont à placer uniquement dans une section « Liens externes », à la fin de l'article. Ces liens sont à choisir avec parcimonie suivant les règles définies. Si un lien sert de source à l'article, son insertion dans le texte est à faire par les notes de bas de page.
- La présentation des références doit suivre les conventions bibliographiques. Il est recommandé d'utiliser les modèles {{Ouvrage}}, {{Chapitre}}, {{Article}}, {{Lien web}} et/ou {{Bibliographie}}. Le mode d'édition visuel peut mettre en forme automatiquement les références.
- Insérer une infobox (cadre d'informations à droite) n'est pas obligatoire pour parachever la mise en page.

Pour une aide détaillée, merci de consulter Aide:Wikification.
Si vous pensez que ces points ont été résolus, vous pouvez retirer ce bandeau et améliorer la mise en forme d'un autre article.
Charles Louis François Le Tellier de Blanchard de son vrai nom, parfois orthographié de façon erroné Letellier-Blanchard dans les documents militaires. Il est né à Mortain, le 16 février 1814 et décédé à Morteaux-Coulibœuf le 19 février 1902. Général français ayant principalement servi sous le Second Empire il fut aussi conseiller municipal de Morteaux-Coulibœuf de 1888 à 1896 et conseiller général du canton.

## Biographie
Il est le fils d’Armand Louis Le Tellier (1782-1860) gendarme de la garde du roi, et de Joséphine du Rosel de Blanchard (1789-1845). Joséphine étant la dernière représentante de sa famille, son père, Jacques du Rosel de Blanchard demanda à son gendre d’ajouter à son nom celui de Blanchard. Par ordonnance royale du 4 septembre 1817, la famille s'appela désormais Le Tellier de Blanchard,. Par une erreur du secrétaire de mairie le nom de Charles fut orthographié Letellier-Blanchard, son frère Xavier, né deux plus tard sera lui bien noté à Le Tellier de Blanchard. C'est pourquoi Charles, dans certains documents, notamment militaires, est désigné par Letellier-Blanchard.
Il n'eut qu'un fils, Alphonse Louis Olivier Raoul Le Tellier de Blanchard (1844-1905), plusieurs fois conseiller de préfecture, sous-préfet de Nantua, officier d'académie et maire de Morteaux-Coulibœuf de 1900 à 1905.

## Carrière militaire
Admis à 15 ans à l’École royale militaire de la Flèche, il entra à Saint-Cyr et en sortit dans les premiers rangs en 1833. Classé dans le cadre de l’état-major, il fut employé aux travaux de la carte de France durant huit ans. Cette nouvelle carte topographique  devait remplacer celle obsolète de Cassini pour une représentation fidèle et dans les moindres détails du sol français.
Après les troubles de la Nièvre en 1851, il est fait chevalier de la Légion d’honneur. En 1854, alors chef d’escadron et aide de camp du général de la Rüe, il est présenté à l’empereur Napoléon III par M. Drouyn de Lhuys, ministre des Affaires étrangères. L’empereur le chargea alors de deux missions diplomatiques secrètes auprès du roi de Suède et de l’empereur d’Autriche en vue de négocier des alliances contre la Russie, adversaire de la France lors de la guerre de Crimée.
Ces missions achevées, il retourna à Paris où il fut « complimenté en plein conseil des ministres » par l’empereur et fut élevé au grade d’officier de la Légion d’honneur. Il rejoignit son contingent en mer Baltique et participa notamment à la prise de la forteresse de Bomarsund et reçut à ce titre la médaille anglaise de la Baltique.
Promu colonel de la 8e légion de gendarmerie, il quitta en 1861 l’État-major.
En 1863, il fut fait commandeur de la Légion d’honneur et nommé commandant de la Garde de Paris  et il resta à la tête de ce corps d’élite jusqu’à sa nomination de général de brigade en 1868.
Quand survient la guerre Franco-Prussienne de 1870, il fut nommé au commandement du grand quartier général de l’Armée du Rhin. Fait prisonnier à Metz après la capitulation de la ville, il fut conduit en captivité à Hambourg. Après sa libération en 1871, il est désigné pour commander la subdivision de l’Orne et occupe en même temps les fonctions d’inspecteur général de la Gendarmerie.
Il fut admis à la retraite en 1882 après 46 ans de services militaires.

### Liste des décorations militaires
- Chevalier de la Légion d'honneur[13].
- Officier de la Légion d'honneur[13].
- Décoré de la médaille anglaise de la Baltique[14].
- Commandeur de l'ordre du Nichan Iftikhar
- Commandeur de la Légion d'honneur[13].
- Commandeur de l'ordre de la Couronne de fer[15].
- Deuxième classe de l'ordre de Sainte Anne[15].
- Commandeur du Medjidié[15].
- Commandeur (avec plaque) de Saint Benoit d’Aviz[15].
- Décoré de la Croix du Lys avec brevet